# Mathias Jørgensen (calciatore 1990)
Mathias Jattah-Njie Jørgensen, soprannominato Zanka (Copenaghen, 23 aprile 1990), è un calciatore danese di origini gambiane, difensore del LA Galaxy.

## Biografia
Nel 2016 ha scritto un articolo contro l'omofobia nel calcio per l'Associazione dei calciatori danesi. Nel febbraio 2017, a seguito dell'accordo monetario stipulato dall'associazione dei calciatori con la nazionale danese, Jørgensen ha donato 667.000 corone danesi ($94.380) per finanziare una nuova campagna pro-LGBT+, chiamata Fodbold for alle, o Football for all, e ha visitato le scuole per parlare del problema dell'omofobia.
Jørgensen ha sposato Nanna Ottosen nell'aprile 2022 a Chelsea, Londra. Hanno un figlio, nato il 31 ottobre 2021.
Jørgensen ha ricevuto il soprannome di "Zanka" dal film Cool Runnings, in cui il personaggio interpretato da Doug E. Doug si chiama Sanka. Il soprannome fu coniato da Johan Lange nel 2000, mentre sia Lange che Jørgensen giocavano per il B.93. Lange sarebbe poi diventato uno degli allenatori assistenti durante la prima esperienza di Jørgensen al Copenaghen e, in seguito, sarebbe diventato direttore tecnico quando Jørgensen tornò al club nel 2014.

## Carriera

### Club
Ha giocato nel B.93 e nel Copenaghen, per passare nel 2012 al PSV. Ha giocato per due anni nella squadra olandese, vincendo una coppa nazionale. Nell'estate 2014 è ritornato al Copenaghen, firmando un contratto triennale e prendendo il numero 25. In tre stagioni ha conquistato due double, per poi passare nell'estate 2017 all'Huddersfield Town.

### Nazionale
Il 19 novembre 2008 ha esordito con la nazionale maggiore danese, entrando all'inizio del secondo tempo al posto di Thomas Rasmussen nel corso della gara amichevole contro il Galles.
Ha preso parte ai Mondiali 2018 in Russia, trovando anche il primo gol in nazionale nell'ottavo di finale perso ai rigori contro la Croazia.

## Statistiche

### Cronologia presenze e reti in nazionale
| Cronologia completa delle presenze e delle reti in nazionale ― Danimarca | Cronologia completa delle presenze e delle reti in nazionale ― Danimarca | Cronologia completa delle presenze e delle reti in nazionale ― Danimarca | Cronologia completa delle presenze e delle reti in nazionale ― Danimarca | Cronologia completa delle presenze e delle reti in nazionale ― Danimarca | Cronologia completa delle presenze e delle reti in nazionale ― Danimarca | Cronologia completa delle presenze e delle reti in nazionale ― Danimarca | Cronologia completa delle presenze e delle reti in nazionale ― Danimarca |
| Data                                                                     | Città                                                                    | In casa                                                                  | Risultato                                                                | Ospiti                                                                   | Competizione                                                             | Reti                                                                     | Note                                                                     |
| ------------------------------------------------------------------------ | ------------------------------------------------------------------------ | ------------------------------------------------------------------------ | ------------------------------------------------------------------------ | ------------------------------------------------------------------------ | ------------------------------------------------------------------------ | ------------------------------------------------------------------------ | ------------------------------------------------------------------------ |
| 19-11-2008                                                               | Brøndbyvester                                                            | Danimarca                                                                | 0 – 1                                                                    | Galles                                                                   | Amichevole                                                               | -                                                                        | 46’                                                                      |
| 17-11-2010                                                               | Aarhus                                                                   | Danimarca                                                                | 0 – 0                                                                    | Rep. Ceca                                                                | Amichevole                                                               | -                                                                        | 46’                                                                      |
| 9-2-2011                                                                 | Copenaghen                                                               | Danimarca                                                                | 1 – 2                                                                    | Inghilterra                                                              | Amichevole                                                               | -                                                                        | 46’                                                                      |
| 26-3-2011                                                                | Oslo                                                                     | Norvegia                                                                 | 1 – 1                                                                    | Danimarca                                                                | Qual. Euro 2012                                                          | -                                                                        |                                                                          |
| 29-3-2011                                                                | Trnava                                                                   | Slovacchia                                                               | 1 – 2                                                                    | Danimarca                                                                | Qual. Euro 2012                                                          | -                                                                        |                                                                          |
| 10-8-2016                                                                | Glasgow                                                                  | Scozia                                                                   | 2 – 1                                                                    | Danimarca                                                                | Amichevole                                                               | -                                                                        | 58’                                                                      |
| 31-8-2016                                                                | Horsens                                                                  | Danimarca                                                                | 5 – 0                                                                    | Liechtenstein                                                            | Amichevole                                                               | -                                                                        | 65’                                                                      |
| 11-10-2016                                                               | Copenaghen                                                               | Danimarca                                                                | 0 – 1                                                                    | Montenegro                                                               | Qual. Mondiali 2018                                                      | -                                                                        | 83’                                                                      |
| 31-8-2016                                                                | Mladá Boleslav                                                           | Rep. Ceca                                                                | 1 – 1                                                                    | Danimarca                                                                | Amichevole                                                               | -                                                                        |                                                                          |
| 11-10-2016                                                               | Cluj-Napoca                                                              | Romania                                                                  | 0 – 0                                                                    | Danimarca                                                                | Qual. Mondiali 2018                                                      | -                                                                        | 46’                                                                      |
| 6-6-2017                                                                 | Brøndbyvester                                                            | Danimarca                                                                | 1 – 1                                                                    | Germania                                                                 | Amichevole                                                               | -                                                                        | 46’                                                                      |
| 22-3-2018                                                                | Brøndbyvester                                                            | Danimarca                                                                | 1 – 0                                                                    | Panama                                                                   | Amichevole                                                               | -                                                                        |                                                                          |
| 26-6-2018                                                                | Saransk                                                                  | Perù                                                                     | 0 – 1                                                                    | Danimarca                                                                | Mondiali 2018 - 1º turno                                                 | -                                                                        | 81’                                                                      |
| 26-6-2018                                                                | Mosca                                                                    | Danimarca                                                                | 0 – 0                                                                    | Francia                                                                  | Mondiali 2018 - 1º turno                                                 | -                                                                        | 45+3’                                                                    |
| 1-7-2018                                                                 | Nižnij Novgorod                                                          | Croazia                                                                  | 1 – 1 dts (3 – 2 dtr)                                                    | Danimarca                                                                | Mondiali 2018 - Ottavi di finale                                         | 1                                                                        | 115’                                                                     |
| 9-9-2018                                                                 | Aarhus                                                                   | Danimarca                                                                | 2 – 0                                                                    | Galles                                                                   | UEFA Nations League 2018-2019 - 1º turno                                 | -                                                                        |                                                                          |
| 13-10-2018                                                               | Dublino                                                                  | Irlanda                                                                  | 0 – 0                                                                    | Danimarca                                                                | UEFA Nations League 2018-2019 - 1º turno                                 | -                                                                        |                                                                          |
| 16-10-2018                                                               | Herning                                                                  | Danimarca                                                                | 2 – 0                                                                    | Austria                                                                  | Amichevole                                                               | -                                                                        | 61’                                                                      |
| 16-11-2018                                                               | Cardiff                                                                  | Galles                                                                   | 1 – 2                                                                    | Danimarca                                                                | UEFA Nations League 2018-2019 - 1º turno                                 | -                                                                        | 87’                                                                      |
| 19-11-2018                                                               | Aarhus                                                                   | Danimarca                                                                | 0 – 0                                                                    | Irlanda                                                                  | UEFA Nations League 2018-2019 - 1º turno                                 | -                                                                        |                                                                          |
| 21-3-2019                                                                | Pristina                                                                 | Kosovo                                                                   | 2 – 2                                                                    | Danimarca                                                                | Amichevole                                                               | -                                                                        |                                                                          |
| 26-3-2019                                                                | Basilea                                                                  | Svizzera                                                                 | 3 – 3                                                                    | Danimarca                                                                | Qual. Euro 2020                                                          | 1                                                                        |                                                                          |
| 10-6-2019                                                                | Copenaghen                                                               | Danimarca                                                                | 5 – 1                                                                    | Georgia                                                                  | Qual. Euro 2020                                                          | -                                                                        | 36’                                                                      |
| 5-9-2019                                                                 | Gibilterra                                                               | Gibilterra                                                               | 0 – 6                                                                    | Danimarca                                                                | Qual. Euro 2020                                                          | -                                                                        | 63’                                                                      |
| 12-10-2019                                                               | Copenaghen                                                               | Danimarca                                                                | 1 – 0                                                                    | Svizzera                                                                 | Qual. Euro 2020                                                          | -                                                                        | 87’                                                                      |
| 15-10-2019                                                               | Aalborg                                                                  | Danimarca                                                                | 4 – 0                                                                    | Lussemburgo                                                              | Amichevole                                                               | -                                                                        | 65’                                                                      |
| 15-11-2019                                                               | Copenaghen                                                               | Danimarca                                                                | 6 – 0                                                                    | Gibilterra                                                               | Qual. Euro 2020                                                          | -                                                                        |                                                                          |
| 18-11-2019                                                               | Dublino                                                                  | Irlanda                                                                  | 1 – 1                                                                    | Danimarca                                                                | Qual. Euro 2020                                                          | -                                                                        |                                                                          |
| 5-9-2020                                                                 | Copenaghen                                                               | Danimarca                                                                | 0 – 2                                                                    | Belgio                                                                   | UEFA Nations League 2020-2021 - 1º turno                                 | -                                                                        | 84’                                                                      |
| 8-9-2020                                                                 | Copenaghen                                                               | Danimarca                                                                | 0 – 0                                                                    | Inghilterra                                                              | UEFA Nations League 2020-2021 - 1º turno                                 | -                                                                        |                                                                          |
| 7-10-2020                                                                | Herning                                                                  | Danimarca                                                                | 4 – 0                                                                    | Fær Øer                                                                  | Amichevole                                                               | -                                                                        | 82’                                                                      |
| 11-10-2020                                                               | Reykjavík                                                                | Islanda                                                                  | 0 – 3                                                                    | Danimarca                                                                | UEFA Nations League 2020-2021 - 1º turno                                 | -                                                                        | 87’                                                                      |
| 14-10-2020                                                               | Londra                                                                   | Inghilterra                                                              | 0 – 1                                                                    | Danimarca                                                                | UEFA Nations League 2020-2021 - 1º turno                                 | -                                                                        | 46’                                                                      |
| 11-11-2020                                                               | Brøndbyvester                                                            | Danimarca                                                                | 2 – 0                                                                    | Svezia                                                                   | Amichevole                                                               | -                                                                        |                                                                          |
| 2-6-2021                                                                 | Innsbruck                                                                | Germania                                                                 | 1 – 1                                                                    | Danimarca                                                                | Amichevole                                                               | -                                                                        | 80’                                                                      |
| 19-6-2023                                                                | Lubiana                                                                  | Slovenia                                                                 | 1 – 1                                                                    | Danimarca                                                                | Qual. Euro 2024                                                          | -                                                                        | 69’                                                                      |
| 5-6-2024                                                                 | Copenaghen                                                               | Danimarca                                                                | 2 – 1                                                                    | Svezia                                                                   | Amichevole                                                               | -                                                                        | 46’                                                                      |
| Totale                                                                   |                                                                          | Presenze                                                                 | 37                                                                       |                                                                          | Reti                                                                     | 2                                                                        |                                                                          |

## Palmarès

### Club
- Campionato danese: 4

Copenaghen: 2008-2009, 2009-2010, 2015-2016, 2016-2017
- Coppa dei Paesi Bassi: 1

PSV: 2011-2012
- Coppa di Danimarca: 2

Copenaghen: 2015-2016, 2016-2017

### Individuale
- Talento dell'anno: 1

2008